# Medve kúszókenguru
A medve kúszókenguru (Dendrolagus ursinus) a Diprotodontia rendjéhez, ezen belül a kengurufélék (Macropodidae) családjához és a fakúszó kenguruk (Dendrolagus) nemhez tartozó faj.

## Elterjedése
Új-Guinea nyugati részén honos, ott is csak a Madárfej-félsziget esőerdeiben fordul elő.

## Megjelenése
Testhossza 50 – 82 cm, ebből a farok 41 – 94 cm. Testtömege 8 kg.

## Életmódja
Éjjel aktív, a medve kúszókenguru többnyire magányosállat. Tápláléka levelek és gyümölcsök. Fogságban 20 évig él.

## Szaporodása
Az ivarérettség 2 éves korban kezdődik. A nőstény a 32 napig tartó vemhesség után egy kölyköknek ad életet. A kölyök 300 napig marad az erszénybe.

## Természetvédelmi állapota
A húsáért vadásszák és az élőhelyének szűkülése fenyegeti. Az IUCN vörös listáján a sebezhető kategóriában szerepel.